# 梁田清之
梁田清之（日语：／ Yanada Kiyoyuki，1965年5月10日—2022年11月14日），日本男性配音員、旁白。出身於東京都練馬區。妻子是配音員立花美穗子。身高168cm。O型血。

## 來歷
青二塾東京校第5期畢業。1987年出道。最初，梁田清之在《城市獵人》等作品演過許多配角。他試鏡的第一個角色是《鎧傳》裡的鬼魔將朱天。
在九Production、81 Produce、D-COLOR工作後，作為自由工作者直到去世。
2022年11月14日去世，享年57歲。由於他不隸屬於任何機構，是名自由工作者，根據妻子的意願，為他舉行了家庭葬禮，同月21日，同樣從事配音工作且生前交情深厚的真殿光昭在自己的Twitter上公佈了這一消息。由於家人的意向，死因、死亡日期和死亡地點並未公開，但相關人士透露，他當時正在接受癌症治療，同月14日突然去世。
由於他是在繼續從事配音工作時突然去世，引起了同行和之前跟他合作人士的許多悲痛之聲。

## 人物、逸事
胸膛厚實，體格健壯。其特徵是聲音低沉、低沉，常演身材魁梧的角色，例如《灌籃高手》裡的赤木剛憲。
有一個弟弟。興趣：開車旅行、觀賞新音樂歌劇，以及棒球、足球、空手道等運動。從小想成為一名體育教師。他也擅長模仿佐佐木功。
《名偵探柯南》裡的安德烈·卡邁爾自2008年第一次出場以來，他一直擔任這個角色。關於卡邁爾，梁田說「一開始是一個非常可疑、反派的角色，後來很難做出調整」並表示，嘗試設計適合角色的台詞，並表達對角色的關心。

## 繼任
梁田逝世後，以下人員接替了這些角色：
| 繼任     | 角色名            | 概要作品                    | 繼任初次擔當作品                                              |
| -------- | ----------------- | --------------------------- | ------------------------------------------------------------- |
| 增谷康紀 | 安德列亞斯·達爾頓 | 《Code Geass 反叛的魯路修》 | 《Code Geass 反叛的魯路修Lost Stories》2022年12月27日更新以降 |
| 乃村健次 | 安德烈·卡邁爾     | 《名偵探柯南》              | 第1072話                                                      |
| 藤原貴弘 | 巴爾多羅          | 《魔法少年賈修》            | 《魔法少年賈修 永恆羈絆的夥伴》                               |
| 笠間淳   | 查比尼·夏爾       | 《機動戰士鋼彈F91》         | 《機動戰士鋼彈 U.C. ENGAGE》2024年8月以降                     |

## 演出
粗體字表示主要角色。

### 電視動畫
1987年
- 城市獵人（1987年—1989年，粉絲、男、暴徒B、青年B、警官B 等）3系列[系列 1]

1988年
- 動畫三槍手（日语：アニメ三銃士）（歐萊禮）
- 超能力魔美（1988年—1989年，年輕男子、司機B、男B、不良A、足球社 等）
- 高爾夫頑童猿丸（廊客2、廊客、工作人員2、工作人員A、綠色守護者、高爾夫球手）2系列[系列 2]
- 鎧傳（1988年—1989年，鬼魔將朱天[20]）
- 美味大挑戰（1988年—1990年，社員F、男E、社員B、職員B、男D、廚師D、客B、圍觀者B、市場的人、不良少年A、店員、男A、服務生、文化社社員B 等）
- 極速悍將（日语：F (漫画)）（赤木將馬）
- 比利犬（日语：ビリ犬）（1988年—1989年，青年、林、旁白）2系列

1989年
- 烏龍少爺（日语：おぼっちゃまくん）（1989年—1990年，公雞 等）
- YAWARA！（1989年—1991年，不良C、男B、親衛隊B、學生D、 等）
- 森林大帝 (1989年版)（吉爾）
- 大耳鼠（1989年—1990年，警官、學生B、男A、不良B、司機、男C、男、男學生、學生、學生A）
- 獸神萊卡（1989年—1990年，隆·多魯克[21]）

1990年
- 機動警察（主審、作業員A、檢察官、維修人員、社員、管理人員、機師）
- 櫻桃小丸子 (第1期)（服務員、笑袋）
- 功夫貓黨（1990年—1991年，利基諾辛、村人）
- NG騎士檸檬汽水&40（布蘭頓[22]）
- 勇者凱撒（機師、消防隊員）
- 神探加傑特（波拉）
- 快樂的嚕嚕米一家（男B）
- 八百八町表裏 化妝師（日语：八百八町表裏 化粧師）

1991年
- 至尊勇者（德伯羅曼）
- 裝甲拯救隊
- 閃電霹靂車（Something吉松）
- 太陽勇者火鳥（1991年—1992年，修羅[23]、技師）
- 絕對無敵雷神王（1991年—1992年，篠田俊太郎[24]、貝爾澤布[24]）
- 鬥球兒彈平（1991年—1992年，三笠隊長、武田勇一）
- 魔法使莎莉 (1989年版)（布奇）

1992年
- 龍馬英雄（日语：お〜い!竜馬）（安岡嘉助）
- 元氣爆發伏魔金剛（ウナギトロン、男、半乳聚糖[25]／半乳聚糖II[25]、咆哮者）
- 妙廚老爹（浩太郎）
- 麵包超人（1992年—2022年，白細菌人、草袋小弟、魔法木馬〈第2代〉）
- 勇者傳說達鋼（1992年—1993年，山田特派員、渦輪勇士、比歐雷傑[26]）
- 勇者鬥惡龍 達伊的大冒險 (1991年版)（霍金斯）
- 法蘭德斯之犬 我的帕特拉許（日语：フランダースの犬 ぼくのパトラッシュ）（卡米）
- 超電動機器人 鐵人28號FX（1992年—1993年，奧特薩、萊特 等）

1993年
- 奇蹟☆女孩（外國人B、導演）
- 勇者特急隊（三船將軍[27]）
- 小小男子漢（薰）
- 緞帶魔法姬（松川）
- 灌籃高手（1993年—1996年，赤木剛憲[28]）
- 足球風雲（高橋）
- 機動戰士V鋼彈（諾邁茲·澤塔（日语：機動戦士Vガンダムの登場人物#ノマイズ・ゼータ）、機師A）
- 恐龍星球（猛禽）
- 疾風無敵銀堡壘（1993年—1994年，黃金腕、黃色、藍色）
- 秀逗泰山阿達♡（1993年—1994年，梁師父）
- 熱血最強戈修羅（死亡葛洛克、火山洋二的父親、原子王[29]）
- 叮噹貓

1994年
- 足球王（日语：ゴールFH）（飛鳥井剛志）
- 勇者警察傑德卡（ムッシュモンド）
- 橘子醬男孩（秋月茗子的父親）
- BLUE SEED（1994年—1995年，八歧大蛇）
- 超時空要塞7（甜心·鈴木、巴頓上校）

1995年
- 鬼神童子ZENKI（神酒壯真）
- 魔法騎士雷阿斯（傑歐·梅特洛）
- 動畫世界的童話（日语：世界名作童話シリーズ ワ〜ォ!メルヘン王国）（不來夫斯庫國皇帝）
- 快打旋風II V（莫霍克 等）
- 去吧！稻中桌球社（小暮、壞人）
- 爆走獵人（1995年—1996年，卡特·摩卡）
- VR快打（1995年—1996年，影丸[30]）
- 淘氣小愛神（瑪爾斯）
- （老虎）

1996年
- 名偵探柯南（1996年—2017年，上田、春海、男、西脇政雄、福井刑警、長谷部、安德烈·卡邁爾（日语：FBI (名探偵コナン)）〈初代〉[31]）
- 暖暖日記（大熊將軍）
- 愛莉絲偵探局（達馬斯）
- 蒙面俠蘇洛傳（戈梅斯）
- 酷妹當家（海之聲、約翰）
- 七龍珠GT（1996年—1997年，里德、那巴）
- YAT安心！宇宙旅行（日语：YAT安心!宇宙旅行）（1996年—1998年， 山本薰）2系列[系列 3]
- 魔法提琴手（幻龍王鼓手）
- 鬼太郎 (第4作)（火車）
- 宇宙小毛球（1996年—1997年，模介、黑暗皇帝）

1997年
- VIRUS -VIRUS BUSTER SERGE-（日语：VIRUS）（男A）
- 甜心戰士F（早見勇人）
- 救生戰士名乃節電器（五藏）
- 馬赫GoGoGo (第2作)（赫斯勒、離合器）
- 橫行太保（揉山正象）
- 白鯨傳說（日语：白鯨伝説）（穆茲[32]）
- 金田一少年之事件簿（甲田征作）
- 忍者亂太郎（1997年—1999年，霰鬼、霧鬼）
- 小豬萬萬歲（1997年—1998年，爸爸〈畠山玉則〉、黑幫老大 等）

1998年
- 太陽之子 (BS版)（瓦納柯洽、特特歐拉）
- 超魔神英雄傳（雷電人）
- 虹之戰記伊莉絲（日语：虹の戦記イリス）（戈爾曼）
- 熱沙霸王甘達拉（日语：熱沙の覇王ガンダーラ）（庫雷多爾[33]）
- BURN-UP EXCESS（艦長）
- 吹泡糖危機2040（1998年—1999年，萊昂·麥克尼克爾）
- 神奇寶貝（卡茲、帕潘）
- 槍神Trigun（巴德威克）
- 夢幻拉拉（鳴海麻生）
- 失落的宇宙（雷扎多）

1999年
- 極道君漫遊記（日语：ゴクドーくん漫遊記）（右大臣）
- 數碼寶貝大冒險（1999年—2000年，安杜路獸（日语：アンドロモン））
- 伊索世界（鳥隊長、達爾馬提亞、大蛇貳之首、騎士A）
- 力石戰士（猛者、坎洛克）
- 微星小超人（日语：小さな巨人 ミクロマン）（雅頓達克）
- 麻辣教師GTO（水樹奈奈子的父親）
- 爆球連發!! 超級彈珠人（圓大作）
- 魔術士歐菲 Revenge（唐·波納帕爾特[34]）

2000年
- 數碼寶貝大冒險02（安杜路獸）
- 大嘴鳥（惡玉菌老闆）
- 機獸新世紀ZOIDS（丹·弗萊海特）
- 銀裝騎攻Ordian（日语：銀装騎攻オーディアン）（藤堂、麥克萊恩）
- 向陽之樹（湯森·哈里斯、芹澤鴨）

2001年
- 犬夜叉（2001年—2009年，狼野干、骨鬼）2系列[系列 4]
- 銀河五虎將 FRACTIONS OF THE EARTH（日语：ガイスターズ FRACTIONS OF THE EARTH）（阿達蒙特斯·梅羅納）
- 週刊故事樂園（日语：週刊ストーリーランド）（旁白）
- 真·女神轉生（Demogorgon（日语：デモゴルゴン）、八岐大蛇）
- 星界的戰旗II（安格森）
- 第一神拳（木卓麻）
- 心之圖書館（自行車男子）
- 沙漠的海賊！隊長庫珀（日语：砂漠の海賊!キャプテンクッパ）（大熊[35]）
- 數碼寶貝03馴獸師之王（2001年—2002年，安杜路獸／守衛獸）

2002年
- 猴王五九（日语：アソボット戦記五九）（弗雷姆）
- Gun Frontier（日语：ガンフロンティア (漫画)）（旁白、歌麻呂）
- 奇鋼仙女樓蘭（日语：奇鋼仙女ロウラン）（弗雷曼總統）
- 人造人009 THE CYBORG SOLDIER（波塞冬、阿特拉斯）
- 爆鬥宣言大鋼彈（鋼彈／大鋼彈[36]、大霹靂教授）
- 數碼寶貝04無限地帶（阿修羅獸）
- ONE PIECE（迪克）

2003年
- 變形金剛：微型傳說（密卡登[37]）
- 最後流亡（蓋爾[38]、公會A）
- 原子小金剛 (2003年版)（2003年—2004年，哈雷）
- 魔法少年賈修（巴爾多羅）
- 貯金大冒險（波爾斯基）
- 時空冒險記ZENTRIX（黑暗將軍）
- 偵探學園Q（2003年—2004年，本鄉巽、警備員）
- 魁!! 天兵高校（瀨戶內傑克遜）
- 洛克人EXE系列（2003年—2005年，沙漠人、犬飼猛雄）2系列[系列 5]
- （的爸爸）

2004年
- 絢爛舞踏祭（クリサリス·ミルヒ）
- SD鋼彈FORCE（虛武羅丸）
- 索斯機械獸IV（加米）
- 微笑的閃士（惡鬼那號）
- 混沌武士（骷髏）
- BLEACH（2004年—2012年，握菱鐵齋[39]、盾舜六花／梅巖）
- 冒險王比特（2004年—2006年，塔羅特斯）2系列[系列 6]
- 棉花糖樂園（麥考密克）

2005年
- 數碼寶貝X進化（安杜路獸）
- 幸運女神（2005年—2006年，田宮寅一）2系列[系列 7]
- BUZZER BEATER（2005年—2007年，爆炸頭）2系列[系列 8]
- 玻璃假面 (2005年版)（黑沼龍三）
- 新釋 戰國英雄傳說 真田十勇士 The Animation（日语：新釈 眞田十勇士）（柳生又右衛門宗賴[40]）
- 認真地不認真的怪傑佐羅力（迪爾利、不動產屋）
- 嬉皮笑園（巨大總長 富士山一番）
- 勇者王我王凱牙FINAL GRAND GLORIOUS GATHERING（巴魯巴雷巴）

2006年
- 幻龍記（日语：ディノブレイカー）（羅斯）
- 牙 -KIBA-（日语：牙 (アニメ)）（阿瓦爾）
- 怪醫黑傑克21（蒼龍[41]）
- 火影忍者（奇卡拉）
- 獸爪（日语：ケモノヅメ）（頰張岳人）
- 黑騎士 ～奧拉克爾的勇者們～（黃金蟲）
- 史上最強弟子兼一（筑波）
- 銀魂（2006年—2009年，岩慶丸、神父、獏大魔王）
- Code Geass 反叛的魯路修（安德列亞斯·達爾頓[42]）
- 企業傭兵 The Second Barrage（松崎銀次）
- 發條武士（日语：ぜんまいざむらい）（賣夢人、紙芝居男）
- 蒼天之拳（芒狂雲[43]）
- 東京暴族2（日语：TOKYO TRIBE2）（伽利略[44]）

2007年
- 童話槍手小紅帽（克朗涅）
- 死亡筆記本（尾尾井剛）
- 天保異聞 妖奇士（川村修就）
- 風之少女艾蜜莉（艾倫·柏恩里）
- 天元突破 紅蓮螺巖（基米花[45]）
- 驅魔少年（2007年—2008年，諾茲·瑪利）

2008年
- 致命紫羅蘭：編號044（日语：ウルトラヴァイオレット#テレビアニメ）（國王的部下）
- 再造人卡辛 Sins（巴爾幹）
- 骷髏13 (2008年版)（格拉德）
- 奇奇的異想世界（2008年—2009年，大黑）2系列

2009年
- 真魔神 衝擊！Z篇 on television（哥隆大公）
- 哆啦A夢 (水田山葵版)（2009年—2012年，諾拉、福山雅秋、斯芬克斯）
- 聖劍鍛造師（傑克·斯特拉達）
- 青色文學系列「盛開的櫻花林下」（豬）
- 神奇寶貝鑽石&珍珠（帕潘〈小次郎的父親〉）
- 鋼之鍊金術師 FULLMETAL ALCHEMIST（亨舍爾）

2010年
- 世紀末超自然學院（軍人）
- 數碼寶貝合體戰爭（古代火山獸／合體古代火山獸）
- 決鬥大師系列（2010年—2011年，青銅手臂兄）2系列

2011年
- 賭博默示錄 破戒錄篇（黑衣人B）
- HUNTER×HUNTER (2011年版)（2011年—2012年，藤堂、絕茲絕拉）

2012年
- 聖鬥士星矢Ω（2012年—2013年，檄[46]）
- 織田信奈的野望（齋藤義龍、龍面鬼[47]）
- 寶石寵物 Kira☆Deco！（金剛王）

2013年
- 銀河機攻隊 莊嚴皇子（加魯基爾[48]）

2014年
- 佛朗明哥武士（MMM34）

2015年
- 無頭騎士異聞錄 DuRaRaRa!!（2015年—2016年，青崎柊[49][50][51]）3系列[系列 9]
- 東京種系列（2015年—2018年，鯱）2系列[系列 10]

2017年
- 信長的忍者（2017年—2018年，遠藤直經[52]）2系列
- 烙印勇士 (2016年版)（古倫貝爾德）

2018年
- 刃牙 (第2作)（2018年—2020年，豬狩完至[53]）2系列[系列 11]

2021年
- Tomica Earth Granner 地球防衛隊（薩比[54]）
- 蓋特機器人ARC（車弁慶[55]）

2022年
- BORUTO -火影新世代- NARUTO NEXT GENERATIONS-（大貴船長）
- 名偵探柯南 零的日常（安德烈·卡邁爾）

### 電影動畫
1987年
- （選手3）

1989年
- 金星戰記（日语：ヴイナス戦記）（傑克）
- 哆啦A夢：大雄的日本誕生（村人C）
- 五星物語（男G）
- 城市獵人：愛與宿命的馬格南（隊員C）
- 機動警察 the Movie（機師）
- 機動戰士SD鋼彈之逆襲（日语：機動戦士SDガンダム）
  - 狂風暴雨學園祭（伍迪）
  - SD戰國傳 暴終空城之章（漣飛威）

1990年
- 城市獵人：海灣城市之戰爭（士兵B）

1991年
- 機動戰士鋼彈F91（查比尼·夏爾（日语：ザビーネ・シャル）[56]）

1992年
- 麵包超人：麵包超人與愉快的夥伴們（日语：それいけ!アンパンマン つみき城のひみつ#それいけ!アンパンマン アンパンマンとゆかいな仲間たち）（泥巴人）
- 亞爾斯蘭戰記【第2部】2 旌旗流轉（查迪）
- 銀河英雄傳説外傳 黄金之翼（哈爾斯塔）

1993年
- SD捍衛戰記鋼彈FORCE 超級G-ARMS 終極方程式 VS 諾姆凱薩（日语：SDコマンド戦記III SUPER G-ARMS#アニメ版）（元首指揮官）

1994年
- 灌籃高手（1994年—1995年，赤木剛憲[57][58][59][60]）4作品[系列 12]

1998年
- 大盜五右衛門：地球拯救大作戰（日语：アニメがんばれゴエモン）（切福丸）
- 藍色恐懼（導演[61]）
- 銀河鐵道999：永恒幻想（沃爾卡贊達3世[62]）

1999年
- 超人力霸王M78劇場：愛與和平（日语：ウルトラマンM78劇場 Love & Peace）

2000年
- 劇場版 幸運女神（田宮寅一）

2002年
- 數碼寶貝03馴獸師之王：暴走數碼寶貝特急（守衛獸）
- 阿弖流為（日语：アテルイ (映画)）（百濟王俊哲）

2004年
- DEAD LEAVES（日语：DEAD LEAVES）（777）

2006年
- 名偵探柯南：偵探們的鎮魂歌（刑警）
- 劇場版 BLEACH MEMORIES OF NOBODY（握菱鐵齋、巴烏）

2007年
- 福音戰士新劇場版：序（NERV職員）

2008年
- 超～短篇 光之美少女系列 GoGo！夢幻的現場演唱會！（黑影巨人）

2010年
- 劇場版 光之美少女 All Stars DX2：希望之光☆守護彩虹寶石！（波特姆）

2014年
- 名偵探柯南：異次元的狙擊手（安德烈·卡邁爾（日语：FBI (名探偵コナン)）[63]）

2016年
- 名偵探柯南：純黑的惡夢（安德烈·卡邁爾））
- 劇場版 莊嚴皇子 覺醒的遺傳因子（加魯基爾）

2017年
- Code Geass 反叛的魯路修 I、II（2017年—2018年，安德列亞斯·達爾頓）2作品

2021年
- 名偵探柯南：緋色的彈丸（安德烈·卡邁爾）

### OVA
1988年
- SD戰國傳 武者七人眾篇（漣飛威）
- 機動警察
- 機甲獵兵梅洛林克（日语：機甲猟兵メロウリンク）（1988年—1989年，男D、山賊D、機師C、男C）

1989年
- SD鋼彈外傳（薩扎比[a]、達布爾澤塔、巴扎姆[64]）
- 機動戰士SD鋼彈MARK-II（日语：機動戦士SDガンダム）（梅薩拉、伍迪、鋼彈Mk-II〈黑〉、德姆）
- Crusher Joe 最終兵器艾許（日语：クラッシャージョウ）（希門尼斯）
- 無限地帶23 III（阿爾馮）

1990年
- 暗黑神話（眼鏡男）
- 機動戰士SD鋼彈Mk-III（魔蟹、厄斗堂我他）
- 機動戰士SD鋼彈Mk-V（武者頑馱無摩亞屈）
- 新空手道地獄變（日语：新カラテ地獄変）（約翰尼）
- SOL BIANCA（日语：SOL BIANCA）
- 搞怪拍檔 謀略的005航班（多爾茨情報官員）
- 天外魔境 自來也朧變（男C）
- 名偵探人魚漢頓（日语：ハンギョドン）（河豚警官）
- 綠山高校 甲子園篇（日语：緑山高校）（阿久根）

1991年
- BURN-UP（加納克）
- 孔雀王（修驗道大角）
- 御宅族錄影帶（村田）
- INFERIUS惑星戰史外傳 CONDITION GREEN（日语：インフェリウス惑星戦史外伝 CONDITION GREEN）（1991年—1993年，查理、菲爾·艾米特、電腦的聲音）
- EXPER ZENON（日语：EXPER ZENON）（伊庫斯帕·維諾姆）
- 大盜五右衛門 次元城的惡夢（日语：がんばれゴエモン 次元城の悪夢）（城主）
- 穴光假面（水溜まり強かろう）
- 風暴戰士奧鋼（1991年—1992年）
- 羅德斯島戰記（阿什拉姆的部下）

1992年
- 紅色疾風（日语：紅いハヤテ）（黑田實綱）
- 亞馬尻一家（總長）
- 創世機士凱亞斯（日语：創世機士ガイアース）
- 新·超幕末少年世紀高丸（日语：超幕末少年世紀タカマル）（1992年—1993年，希望公園[65]、夜間演習）
- 間之楔
- 絕對無敵雷神王（1992年—1993年，篠田俊太郎[66]、貝爾澤布[67][68]）
- D-1 DEVASTATOR（日语：D-1 DEVASTATOR）（機師、將校）
- 極道水滸傳（日语：ドン 極道水滸伝）（室戶正一）
- 極道水滸傳 怒濤篇（室戶正一）
- BASTARD!! -暗黑破壞神-（1992年—1993年，神官B 等）
- 花平火箭炮（日语：花平バズーカ）（不良）
- 破妖之劍（日语：破妖の剣）（塞斯蘭）
- 綠色傳奇亂（日语：グリーンレジェンド乱）（孝昌）

1993年
- 幸運女神（田宮寅一）
- 我是大哥大!!（1993年—1996年，眼鏡、町田、須藤 等）
- 魔物獵人妖子3（龍王）
- MOLDIVER（日语：モルダイバー）（岬薰）
- 亞爾斯蘭戰記（1993年—1995年，查迪）
- 創龍傳（奧古斯托·薩克森伯格上校）
- 特搜戰車隊DOMINION（日语：ドミニオン (漫画)#『特捜戦車隊ドミニオン』）（牧師、片岡）
- 難波金融傳 南街的帝王（日语：難波金融伝・ミナミの帝王#OVA（アニメ）版）（兵頭、黑幫A）
- 怪醫黑傑克（計程車司機）

1994年
- 天使特警（探戈隊長）
- 鬼切丸（日语：鬼切丸 (漫画)）（前鬼）
- 銀河英雄傳說（豐克）
- 疾風戰士銀堡壘 在銀光的旗幟下（1994年—1995年，黃金貝）
- 七都市物語 ～北極海戰線～（日语：七都市物語）（波斯韋爾中校）
- 搞怪拍檔FLASH（岩清水）
- 沙漠星球女警察（布里克）
- 放學後的辦公室（日语：放課後的職員室）（風間俊秋）
- MINKY MOMO IN 啟程之站（日语：魔法のプリンセス ミンキーモモ）（男）
- 哭泣殺神（尼古拉耶夫）

1995年
- 魔鬼教師方程式（日语：腐った教師の方程式）（森脇）
- 超人學園鋼帝王（日语：超人学園ゴウカイザー）（西蒙斯司令官）

1996年
- 超人力霸王超鬥士激傳（日语：ウルトラマン超闘士激伝）（彗星戰神特維豐）
- 元祖 爆走獵人（卡特·摩卡）
- 新海底軍艦（丹尼爾濱田）
- The Hard BOUNTY HUNTER（日语：ザ・ハード）（牧師）
- Panzer Dragoon（日语：パンツァードラグーン）（德米托克）
- 火焰之紋章 紋章之謎（日语：ファイアーエムブレム 紋章の謎 (OVA)）（加澤克）
- 天使夜未眠（日语：アーシアン）（隊長）

1997年
- 酷哥爆走族（日语：荒くれKNIGHT）（伊武戀二郎）
- 旭日艦隊（日语：旭日の艦隊）（海因茨·修里弗曼）

1998年
- 紺碧艦隊（伊藤俊助）
- 世紀末領袖傳（日语：世紀末リーダー外伝たけし!）（坎多雷）

1999年
- 快刀亂麻 THE ANIMATION（日语：快刀乱麻 雅）（炎羅）
- 旭日艦隊（詹姆斯·西〈西恭之〉）

2000年
- 真蓋特機器人對NEO蓋特機器人（巴武藏）
- 勇者王我王凱牙FINAL（巴魯巴雷巴[69]）

2001年
- 頭文字D Extra Stage（佐竹）

2002年
- 高校鐵拳傳（日语：高校鉄拳伝タフ）（高石義生）

2003年
- 魔神凱撒 死鬥！暗黑大將軍（駕駛員、妖爬蟲將軍多雷多[70]）

2004年
- 新蓋特機器人（武藏坊弁慶）

2005年
- 鴉 -KARAS-（河童）
- 聖鬥士星矢 冥王黑帝斯冥界篇（日语：聖闘士星矢 冥王ハーデス編）（費烈基斯）

2006年
- 今天的五年二班（體育老師）

2007年
- 柔軟三國志 衝鋒突刺!! 吕布子（漁師、宇宙人A）

2008年
- 柳瀨嵩童話劇場 森林英雄 哈利與馬丁（日语：やなせたかしメルヘン劇場#第6幕 もりのヒーロー ハリーとマルタン）（納馬）

2016年
- 刃牙 最凶死刑囚篇SP動畫（烈海王）

2022年
- 熱鬥小馬 Blu-ray BOX 特典影片「無盡的挑戰!!」（飯富昌虎[71]）

### 遊戲
1992年
- 改造町人零3（日语：改造町人シュビビンマン）（魔物）

1993年
- 惡魔城X 血之輪迴（夏夫特）
- 機裝魯加（日语：機装ルーガ）（夏福特）
- Yumimi Mix（日语：ゆみみみっくす）（兒島老師）

1994年
- 風之傳說世外桃源（日语：風の伝説ザナドゥ）（阿爾哥斯）
- Basted（日语：バステッド (ゲーム)）（吉爾古）

1995年
- 亞克傳承（伊格·拉馬達基爾）
- 風之傳說世外桃源II（日语：風の伝説ザナドゥ）（朗蒂斯）
- TV Animation 灌籃高手 I Love Basketball（赤木剛憲）
- TV Animation 灌籃高手2 IH預賽完全版!!（日语：テレビアニメ スラムダンク2 IH予選完全版!!）（赤木剛憲）
- QUOVADIS（日语：QUOVADIS）（道夫·卡恩）

1996年
- 亞克傳承II（伊格·拉馬達基爾）
- Guardian Recall ～守護獸召喚～（武神）
- VR快打3（鷹嵐）
- 東方珍遊記（西方不敗）
- 謎王（日语：謎王）（虎魔）
- 露娜 銀河之星物語（加利恩）
- Storm Blade（亞歷克斯）

1997年
- 惡魔城X 月下夜想曲（里希達·貝爾蒙多、夏福特）
- EOS ～Edge of Skyhigh～（信）
- 黑之劍 -Blade of the Darkness-（澤胡德爾）
- 裝甲戰士（日语：サイバーボッツ）（山塔那·勞倫斯）[b]

1998年
- JoJo的奇妙冒險（日语：ジョジョの奇妙な冒険 (対戦型格闘ゲーム)）（1998年—1999年，空條承太郎）3作品[系列 13]
- 新世紀機器人戰記BRAVE SAGA（日语：新世代ロボット戦記ブレイブサーガ）（修羅、比奧雷澤）
- 超魔神英雄傳 ANOTHER STEP（日语：超魔神英雄伝ワタル ANOTHER STEP）（雷電人）
- 名偵探柯南（黨羽）
- U.P.P.（龍斗）

1999年
- SD GUNDAM G世代（1999年—2012年，查比尼·夏爾（日语：ザビーネ・シャル）、奧格瑪·弗萊夫）10作品[系列 14]
- 超級機器人大戰完全版（查比尼·夏爾）
- 危機世代（日语：デバイスレイン）（畢曉普）

2000年
- （阿鈴）
- 召喚夜響曲（蘭姆達、艾斯加爾德）
- 超級機器人大戰α（查比尼·夏爾）
- 名偵探柯南 3人的名推理

2001年
- 犬夜叉（狼野干）
- 無盡的恩典2（日语：エヴァーグレイス）（阿爾夫特艾因）
- 莎木II（克萊斯·詹姆士）
- 超級機器人大戰α for Dreamcast（查比尼·夏爾）
- 蜘蛛人（蝎子人、犀牛人、制裁者、怪物章魚博士）
- 星域毀滅者（日语：ZONE OF THE ENDERS Z.O.E）（搖滾·雷霆之心）
- 火焰聖母 ～The Virgin on Megiddo～（日语：火焔聖母 〜The Virgin on Megiddo〜）（仲代良）

2002年
- Surveillance 監視者（日语：サーヴィランス 監視者）（奈德·哈地）
- 超級機器人大戰IMPACT（日语：スーパーロボット大戦IMPACT）（查比尼·夏爾）
- 忍風戰隊破裏劍者（首領塔臧特）

2003年
- SUNRISE WORLD WAR From日昇英雄譚（篠田老師、朱天）
- 蜘蛛人（蝎子人）
- 第2次超級機器人大戰α（查比尼·夏爾、夕月京四郎）
- 詹姆士龐德007：夜之火（英语：James Bond 007: Nightfire）（阿米塔吉·路克）
- 霸天開拓史 永恆之翼與失落之海（紀巴里）

2004年
- 格鬥天王 極限衝擊（日语：KOF MAXIMUM IMPACT）（杜克（日语：デューク (KOF)））
- 幪面超人劍（再生蜘蛛不死者、假面騎士〈封印模式〉）
- 魔法少年賈修 激鬥！最強的魔物們（日语：金色のガッシュベル!! 激闘!最強の魔物達）（巴爾多羅）
- 超級機器人大戰GC（日语：スーパーロボット大戦GC）（貝爾澤布、邪惡球）
- 超級機器人大戰MX（夕月京四郎）
- 詹姆士龐德007：誰與爭鋒（英语：James Bond 007: Everything or Nothing）（將軍）
- 真名法典（日语：マグナカルタ (ゲーム)）（哈倫）

2005年
- 新世紀勇者大戰（日语：新世紀勇者大戦）
- 超級機器人大戰MX 攜帶版（夕月京四郎）
- 第3次超級機器人大戰α 終焉之銀河（巴魯巴雷巴、夕月京四郎）
- BLEACH ～炙熱之魂～（日语：BLEACH 〜ヒート・ザ・ソウル〜）系列（2005年—2010年，握菱鐵裁）3作品[系列 15]

2006年
- 格鬥天王 極限衝擊2（杜克）
- 超級機器人大戰XO（日语：スーパーロボット大戦GC）（貝爾澤布、邪惡球）
- 命運傳奇（華爾特）[c]
- 洛克人ZX（塞爾邦）

2007年
- 惡魔城X年代記（里希達·貝爾蒙多）
- 銀魂 可吐槽動畫（日语：銀魂 万事屋ちゅ〜ぶ ツッコマブル動画）（岩慶丸、攘夷志士、邪惡組織一般士兵B）
- 格鬥天王 極限衝擊 REGULATION "A"（杜克）

2008年
- Yes！光之美少女5 GoGo！ 全員SHOW！GO！夢幻嘉年華（シシキ）
- Code Geass 反叛的魯路修 LOST COLORS（安德列亞斯·達爾頓）
- 超級機器人大戰A 攜帶版（夕月京四郎）
- 宵星傳奇（納茲）
- 心靈傳奇（葛羅修拉）
- VR快打5 R（鷹嵐）
- 高爾夫頑童猿丸（傑洛尼莫）

2009年
- 超級機器人大戰NEO（日语：スーパーロボット大戦NEO）（武藏坊慶、隆·多魯克、黃金腕、貝爾澤布、原子王、布蘭登）
- 銀河之星 銀白星球的和聲（加利恩）

2010年
- 惡魔城 Harmony of Despair（日语：悪魔城ドラキュラ ハーモニー オブ ディスペアー）（里希達·貝爾蒙多）
- 維新戀華 龍馬外傳（橫井小楠）
- EAT LEAD 馬特·哈薩德的逆襲（日语：EAT LEAD マット・ハザードの逆襲）（史丁格·史奈帕斯科普）
- 鋼彈突擊求生戰（日语：ガンダムアサルトサヴァイブ）（查比尼·夏爾）
- 機動戰士鋼彈 極限VS.（日语：機動戦士ガンダム エクストリームバーサス）（2010年—2016年，查比尼·夏爾）4作品[系列 16]
- 戰神III（赫拉克勒斯）
- 閃電皮羅特 ～天空羈絆～（日语：電撃のピロト〜天空の絆〜）（巴茲）

2011年
- 第2次超級機器人大戰Z 破界篇（安德列亞斯·達爾頓、基米花）
- 七龍珠英雄（2011年—2019年，里德將軍／）6作品[系列 17]
- 上古卷軸V：天際（戴爾文·馬洛里）
- 異域先鋒（日语：FRONTIER GATE）（丹德斯）
- 漫威 VS. 卡普空 3 兩個世界的命運（日语：MARVEL VS. CAPCOM 3 Fate of Two Worlds）（麥克·哈格（日语：マイク・ハガー））

2012年
- 神次元戰記 戰機少女V（惡大臣）
- Never Dead（艾斯特洛特）

2013年
- 假面騎士 鬥騎大戰（日语：仮面ライダー バトライド・ウォー）（水之上神[72]）
- 神奇101（楚吉）
- 超級機器人大戰Operation Extend（隆·多魯克、布蘭頓）
- 心靈傳奇R（葛羅修拉上將[73]）
- 數碼寶貝大冒險（安杜路獸）

2014年
- 神次元戰記 戰機少女Re;Birth3 V CENTURY（惡大臣[74]）
- 假面騎士 天喚騎兵（日语：仮面ライダー サモンライド!）（水之上神）
- 超級英雄世代（貝爾格·基羅斯）
- 第一神拳 THE FIGHTING！（冴木卓麻[75]）

2015年
- 憂世之浪士（日语：憂世ノ志士・憂世ノ浪士）（近藤勇[76]）
- 碧藍幻想（2015年—2024年，甘達葛薩[77]）2作品[系列 18]
- 超級機器人大戰BX（鬥士ZZ、篠田俊太郎、貝爾澤布 等）
- 決勝時刻：黑色行動3（路德維希·馬西斯）

2016年
- 女友伴身邊（惡演説男[79]）
- 烙印勇士無雙（日语：ベルセルク無双）（格倫貝爾德）
- 死亡魔術（日语：マジシャンズデッド）（泰拉·杜克土歐斯·瑪格納）

2017年
- 超級機器人大戰V（查比尼·夏爾、三船將軍）
- 鋼彈VS.（日语：ガンダムバーサス）（查比尼·夏爾）
- 死亡魔術 NEXT Brazing（泰拉·杜克土歐斯·瑪格納）

2018年
- 超級機器人大戰X（三船將軍）
- 決勝時刻：黑色行動4（路德維希·馬西斯）
- 機動戰士鋼彈 極限VS.2（日语：機動戦士ガンダム エクストリームバーサス2）（2018年—2025年，查比尼·夏爾）4作品[系列 19]
- 任天堂明星大亂鬥 特別版（里希達·貝爾蒙多、Mii戰士〈Type 11〉）

2019年
- HUNTER×HUNTER 貪婪冒險（絕茲絕拉）
- 宵星傳奇 REMASTER（納茲）
- 超級機器人大戰T（傑歐·梅特洛）
- 超級機器人大戰DD（2019年—2024年，安德列亞斯·達爾頓、隆·多魯克）
- 東京喰種:re 【CALL to EXIST】（鯱[80]）

2021年
- 超級機器人大戰30（傑歐·梅特洛）
- 機動戰士鋼彈 U.C. ENGAGE（日语：機動戦士ガンダム U.C. ENGAGE）（查比尼·夏爾〈初代〉）

2022年
- Code Geass 反叛的魯路修Lost Stories（日语：コードギアス 反逆のルルーシュ ロストストーリーズ）（2022年—2023年，安德列亞斯·達爾頓〈初代〉）
- SD鋼彈 激鬥同盟（日语：SDガンダム バトルアライアンス）（查比尼·夏爾[81]）

2025年
- BLEACH 魂魄覺醒（拜勒崗·魯伊森邦）[d]

### 廣播劇CD
1988年
- Sonarama文庫（日语：ソノラマ文庫）卡式錄音帶版 青之騎士貝魯澤魯加物語 (2)（日语：青の騎士ベルゼルガ物語）（拉道夫·迪斯科馬）
- Sonarama文庫卡式錄音帶版 裝甲騎兵波德姆茲（科寧）

1989年
- Sonarama文庫卡式錄音帶版 青之騎士貝魯澤魯加物語『K'』

1991年
- CD劇場 勇者鬥惡龍I（日语：CDシアター ドラゴンクエスト）（利姆路達爾的父親）
- animate卡式錄音帶收藏 鎧傳 鬼哭 -永遠的戰役-（鬼魔將朱天）
- 魔界學園I 轉學生篇（鐵人黑金）
- 魔界學園II 激鬥篇（鐵人黑金）
- 有聲劇 源氏（日语：源氏 (漫画)）（村子男性）

1992年
- CD廣播劇精選集 三國志（日语：CDドラマコレクションズ 三國志）（太史慈子義）
- 雷鳥神機隊秘密基地套組（倫敦塔管制官B、哨兵號士官）
- 集英社卡式錄音帶書 JoJo的奇妙冒險 第1卷 空條承太郎參見之卷（空條承太郎）
- 絕對無敵雷神王（篠田俊太郎、貝爾澤布）
  - 唱歌吧地球防衛組！
  - V 廣播劇CD特別篇 絕對無敵的玉手箱
- 魔界學園III 完結篇（鐵人黑金）

1993年
- 有聲RPG 超龍戰記超龍騎士（日语：超龍戦記ザウロスナイト）（猿間信）
- CD劇場 勇者鬥惡龍IV（史蒂芬）
- 集英社卡式錄音帶書 JoJo的奇妙冒險（空條承太郎）
  - 第2卷 阿布德爾死亡之卷
  - 第3卷 DIO的世界之卷

1994年
- CD劇場 特魯內克大冒險 不可思議的迷宮（勁敵戰士）
- 火焰之紋章 啟程之章（日语：ファイアーエムブレム 旅立ちの章）（納泊爾）

1995年
- CD廣播劇 風之傳說世外桃源II 女主角們的生日（日语：風の伝説ザナドゥ）（朗蒂斯）
- 快打旋風ZERO2 外傳II 櫻，最危險的文化祭（羅倫托（日语：ロレント (ファイナルファイト)）、不良5）
- 創龍傳（上）
- FALCOM SPECIAL BOX '95 CD廣播劇 風之傳說世外桃源II（朗蒂斯）
- 心靈殺手1（日语：MIND ASSASSIN）（國井弘志）

1996年
- CD劇場 勇者鬥惡龍VI（哈桑）
- 第一神拳（鷹村守）

1997年
- 十二國記 東之海神 西之滄海（尚隆）
- 太陽勇者火鳥 獻給百合愛的花束…（修羅）

1999年
- 星海遊俠2 二次進化 深夜之王（小長、船長）
- 星海遊俠2 二次進化 承諾的小小眼眸（小長）

2001年
- 白色十字架 Wish A Dream collection III THE ORCHID under THE SUN 太陽之蘭（副社長）

2002年
- 廣播劇CD 狂野歷險 2nd Ignition（日语：ワイルドアームズ セカンドイグニッション#ドラマCD） 原創廣播劇（布拉德·埃文斯）

2003年
- 龍的溫柔殺伐（多馬）

2005年
- 喵喵純喫茶（日语：ねこきっさ）（鬼瓦源十朗）

2007年
- 廣播劇CD 黑執事（克勞斯）

#### BLCD
1993年
- ANIMAL X 1—2（1993年—1994年，高取）
- 白金（木亮）

1994年
- 單戀樂園（風間俊秋）
- COLOR TONE 曖昧的季節色彩（西德尼·格里芬）
- 這裡是勾陳一旅行社!!（平將之）
- TURBULENCE（申梅凡博士）

1995年
- 有聲版 危險校園愛情（沖倉龍）

1996年
- 我想你（渡邊政嗣）

1997年
- 美麗男子（日语：美しい男#ドラマCD）（馬里茨）
- 託生同學系列 外傳 親吻勞力士（日语：タクミくんシリーズ）（吉田國光）
- （安田）

1998年
- 青之軌跡（日语：青の軌跡） 1—6（1998年—2004年，羅德）

1999年
- LOVE MODE 1—6、公關篇（1999年—2005年，蒼江怜二）

2000年
- （坂本）

2001年
- WORKDAY WARRIORS ～墜入愛河～（名高剛士）

2003年
- 兄貴上等（矢井豆一樂）
- （雷光課長）
- LOVE&TRUST（沓澤亮治）
- （小山田巖一郎）

2004年
- （服部京介）
- 野性類戀人 1—3（2004年—2006年，斑目國政）
- Please Mr.Policeman！（大河原警部）

2006年
- 1—3（2006年—2008年，永均）

2007年
- 1—3（2007年—2008年，愛德華）

2008年
- （秦大老）

### 廣播劇
- G-SAVIOUR（悉尼·羅蘭·施瓦茨）

### 外語配音

#### 電影
- 猛鬼街4：幽冥鬼手 ※東京電視台版。
- 大兒子小爸爸（英语：Back to School）
- 神鬼拍檔（賈瑪〈阿多尼·馬洛皮斯（英语：Adoni Maropis）〉）※影碟版。
- 野狼呼叫21（哈雷·朗博軍曹〈克雷頓·隆納（英语：Clayton Rohner）〉）※TBS版。
- （法登法官〈傑拉德·墨菲（英语：Gerard Murphy (actor)）〉）※日本電視台版。
- 法網之外（英语：Beyond the Law (1992 film)） ※VHS版。
- （比利·巴斯蓋特〈羅倫·狄恩（英语：Loren Dean）〉）
- （帕昌加〈路易·古茲曼〉）
- 神鬼戰士（瓦萊里烏斯）※影碟版。
- （強尼·B〈Master P（英语：Master P）〉）※影碟版。
- 親愛的，我把孩子放大了（英语：Honey, I Blew Up the Kid） ※影碟版。
- （哈爾夫·布雷德）※富士電視台版。
- 侏羅紀公園（雷蒙·阿諾德）
- 中華戰士 ※VHS版。
- 奇蹟
- 34街的奇蹟（格蘭維爾·索耶〈波特·霍爾（英语：Porter Hall）〉）※電視播出版。
- 霹雳雄鹰（英语：Moon 44）（庫奇〈史蒂芬·傑佛瑞斯（英语：Stephen Geoffreys）〉）
- 智勇急轉彎（英语：My Cousin Vinny） ※VHS版。
- 愛情使你盲目（英语：No Small Affair）（尼爾森〈蒂姆·羅賓斯〉）※朝日電視台版。
- 災難水世界2（英语：Piranha II: The Spawning） ※朝日電視台版。
- A計劃續集 ※富士電視台版。
- 南瓜惡靈2：血翼（英语：Pumpkinhead II: Blood Wings）（奧利佛·艾倫〈伊曼紐·帕烏〉）
- 猛警惡匪（英语：Short Time） ※TBS版。
- （怪物Null、[e]）
- 史丹利與愛莉絲（英语：Stanley & Iris） ※VHS版。
- 系列
  - （帕納卡隊長〈休·卡西（英语：Hugh Quarshie）〉[82]）
  - （麥凱準尉〈馬克·卡普里〉）※朝日電視台版。
- 飛天老爺車（英语：The Absent-Minded Professor）
- 東方三俠（陳九〈黃秋生〉）
- 未來終結者（英语：The Lawnmower Man (film)） ※VHS版。
- 大魔域系列
  - 大魔域2：回到大魔域（英语：The NeverEnding Story II: The Next Chapter） ※影碟版。
  - 大魔域3：飛進未來（英语：The NeverEnding Story III）（蘇利普〈傑克·布萊克〉）※影碟版。
- 新小子難纏（英语：The Next Karate Kid） ※DVD版。
- 消失的1943 II（英语：Philadelphia Experiment II (film)） ※朝日電視台版。
- 沉默的火腿（英语：The Silence of the Hams）
- The Silencer ※DVD版。
- ※朝日電視台版。
- 伸冤記（英语：The Wrong Man） ※VHS版。
- 小心間諜
- （莫雷諾〈諾爾·古格列米（英语：Noel Gugliemi）〉）
- X戰警（／※影碟版。

#### 電視影集
- 24 (第8季)（奧馬爾·哈桑總統〈安尼·卡浦爾〉）
- 識骨尋蹤 (第4季)（唐納德·提蒙）
- 恐龍家族（拉爾夫·尼德萊諾）
- 夢想起飛Dream High
- G-SAVIOUR（調酒師）
- 神經妙探 (第6季)
- 銀河飛龍（哈利）

#### 動畫
- 啊！有怪獸！（英语：Aaahh!!! Real Monsters）（厄爾班大腳怪）
- 天堂狗歷險記2（英语：All Dogs Go to Heaven 2）
- 百變金剛（海上司令官急先鋒）
- 百變金剛 電影版（海上司令官急先鋒）
- Ben 10系列（鑽金鋼）
- 雷霆戰鼠（勞倫斯·林伯格）
- 生化戰士：電腦動畫電影（歐努）
- 鋼鐵人（英语：Iron Man (TV series)）（雨漏、非凡龍、領隊 等）
- 超級戰猴（英语：Super Robot Monkey Team Hyperforce Go!）（代將遊戲大師）
- 泰山與珍妮
- 忍者龜 (東京電視台版)（許瑞德、巴恩部長、館長）
- 忍者龜 (2003年版)（大老闆）
- 丁丁歷險記：714航班
- 小麵包機歷險記（英语：The Brave Little Toaster to the Rescue）
- （貝赫莫特）
- （赫布）
- 湯瑪士小火車：呼叫所有引擎！（日语：きかんしゃトーマス みんなあつまれ!しゅっぱつしんこう）（迪索10）
- 彭彭丁滿歷險記（史皮迪）
- X戰警 (東京電視台版)（黑影王（英语：Shadow King）、角鬥士）

### 特攝影集
1994年
- 忍者戰隊隱連者（天邪鬼的聲音）

1995年
- 劇場版 超力戰隊王連者（衣架騎士的聲音）

2001年
- （El Lord／水之上神的聲音）
- 百獸戰隊牙吠連者（武者人偶變異人的聲音）

2002年
- 忍風戰隊破裏劍者（2002年—2004年，首領塔臧特的聲音、邪忍威牙的聲音）1系列 + 3作品[系列 20]

2004年
- 幪面超人劍（再生蜘蛛不死者的聲音、假面騎士連格爾的聲音）

2005年
- 魔法戰隊魔法連者（冥獸人貝西摩斯·貝爾丹的聲音）

2006年
- 轟轟戰隊冒險者（邪惡龍納賈的聲音）

2007年
- 幪面超人電王（蝙蝠異魔神的聲音）

2008年
- 炎神戰隊轟音者（2008年—2018年，幽溝史坦因的聲音[83]、浪人的聲音、幽溝席馬古里坦因的聲音、飾 淨土頭取〈GP-FINAL真人演出〉）1系列 + 4作品[系列 21]

2011年
- 豪快者 護星者 超級戰隊199英雄大決戰（幽溝席馬古里坦因的聲音）

2012年
- 海賊戰隊豪快者 VS 宇宙刑事卡邦 THE MOVIE（幽溝史坦因的聲音）

2013年
- 獸電戰隊強龍者（提利昂的聲音）

2015年
- 手裏劍戰隊忍忍者（西洋妖怪科學怪人的聲音）

2017年
- 宇宙戰隊九連者（畢格貝爾總司令的聲音[84]）

### 人偶劇
- 兒童人偶劇場（日语：こどもにんぎょう劇場）（聲音演出）
- 蔬果村的故事（鳳梨、螳螂校長）

### 電視節目
- 那些我們聽過的歌曲（日语：あの歌がきこえる）
- NHK教育 節目副聲道解說
- （旁白）
- Kis-My-魔gic（日语：キスマイ魔ジック）

### 其它
- BeeTV 刃牙（烈海王）
- 漫畫視頻Crusher Joe（日语：クラッシャージョウ） 細野不二彥版（塔洛斯）
- 三得利 V.S.O.P DUET（1998年，廣告旁白[85]）

## 音樂作品
- 數碼寶貝03馴獸師之王Best Tamers (6) 鹽田博和&守衛獸
- 鎧傳 BEST FRIENDS
- 奇奇的異想世界 踏青繪本CD領土之歌（棕熊貓）

## 腳註

## 外部連結
- 梁田清之 （页面存档备份，存于） （日語）—allcinema（日语：allcinema）
- 梁田清之 （页面存档备份，存于） （日語）—電影.com（日语：映画.com）